# 布羅姆利
布羅姆利（Bromley） 是英國倫敦的一個大型郊區鎮，是布羅姆利區的行政中心。 1158年開始作為一個集鎮存在，當時是肯特郡的一個教區。 因為它坐落在一條商道之上，而1858年又開通了鐵路，使得其發展速度增快。隨著倫敦郊區的擴大，布羅姆利的人口激增，1965年併入大倫敦之中。2011年英國人口普查顯示當地有16,826人。

## 擴展閱讀
- James Thorne, , , London: John Murray, 1876